# Anisocycla cymosa
Anisocycla cymosa är en tvåhjärtbladig växtart som beskrevs av Georges M.D.J. Troupin. Anisocycla cymosa ingår i släktet Anisocycla och familjen Menispermaceae. Inga underarter finns listade i Catalogue of Life.